# Ескадрені міноносці типу «Маестрале»
Ескадрені міноносці типу «Маестрале» (італ. Classe Maestrale) — серія ескадрених міноносців ВМС Італії часів Другої світової війни.

## Представники
| Корабель                | Виготовлювач                        | Закладено            | Спущено             | У строю                | Статус |
| ----------------------- | ----------------------------------- | -------------------- | ------------------- | ---------------------- | --- |
| «Маестрале» «Maestrale» | «Cantiere navale di Ancona», Анкона | 25 вересня 1931 року | 15 квітня 1934 року | 2 вересня 1934 року    | Затоплений 9 вересня 1943 року Піднятий німцями та частково відремонтований Потоплений у квітні 1945 року |
| «Грекале» «Grecale»     | «Cantiere navale di Ancona», Анкона | 25 вересня 1931 року | 17 червня 1934 року | 15 листопада 1934 року | Виключений зі складу флоту 10 квітня 1965 року і зданий на злам                                           |
| «Лібеччо» «Libeccio»    | «Cantiere navale di Riva Trigoso»   | 29 вересня 1931 року | 4 липня 1934 року   | 23 листопада 1934 року | Потоплений підводним човном «Апхолдер» 9 листопада 1941 року                                              |
| «Шірокко» «Scirocco»    | «Cantiere navale di Riva Trigoso»   | 29 вересня 1931 року | 22 квітня 1934 року | 21 жовтня 1934 року    | Затонув під час шторму 23 березня 1942 року                                                               |

## Конструкція
Ескадрені міноносці типу «Фольгоре» були подальшим розвитком  есмінців типів «Дардо» та «Фольгоре».
З метою усунення основних недоліків попередників розміри корабля були суттєво збільшені. при розробці велика увага приділялась раціональному розподілу мас та підсиленню міцності корпусу.
Потужність силової установки залишилась така сама, але завдяки раціональним обрисам корпусу швидкість виросла на 2 вузли і досягла 32 вузлів.
Озброєння не змінилось за винятком переходу на 120-мм гармати нової моделі. 
Як і на попередниках, не вдалось уникнути перевантаження - замість розрахункової водотоннажності 1 449 т реальна склала водотоннажність склала 1 600 т. 
Після вступу Італії у війну на всіх кораблях застарілі 40-мм зенітні гармати та 13,2-мм кулемети замінили на 6 20-мм автоматів «Breda 20/65 Mod. 1935».
Кількість бомбоскидачів збільшили до 4. 
У 1941-1942 роках на деяких кораблях в середній частині корпуса змонтували 120-мм/15 гаубицю для стрільби освітлювальними снарядами. Пізніше її замінили на 120-мм/50 гармату.
На початку 1943 року на «Грекале» зняли кормовий торпедний апарат, замість нього встановили дві 37-мм зенітні гармати.

## Галерея

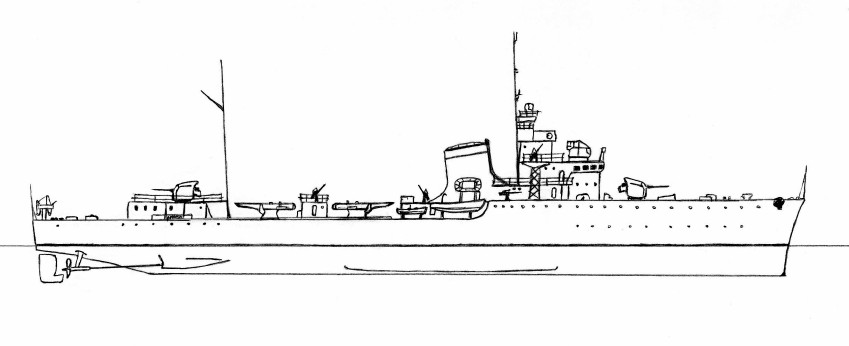
«Маестрале» у 1934 році
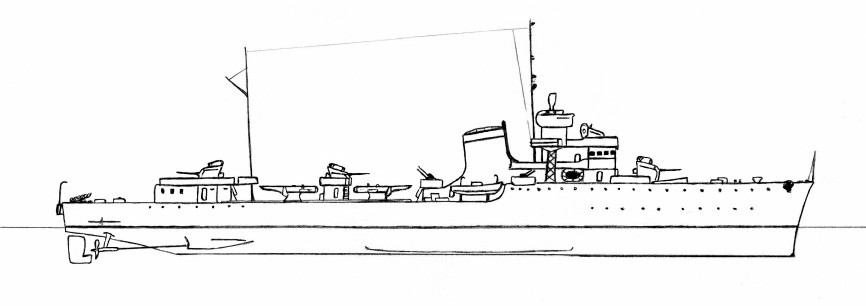
«Маестрале» у 1942 році
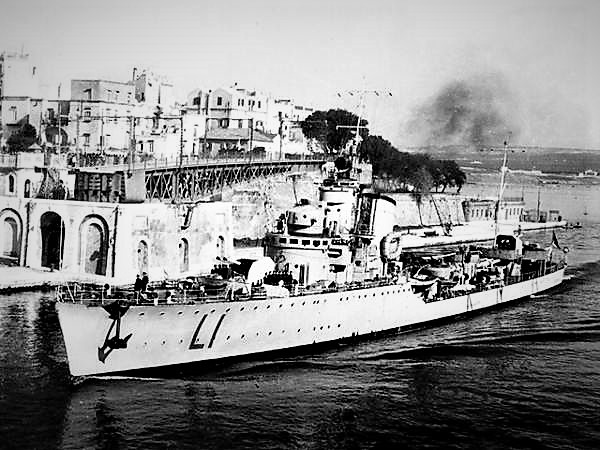
«Лібеччо»
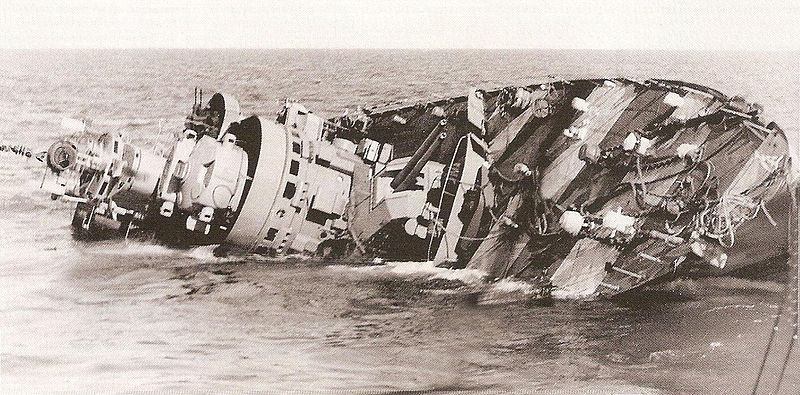
Затоплений «Лібеччо»
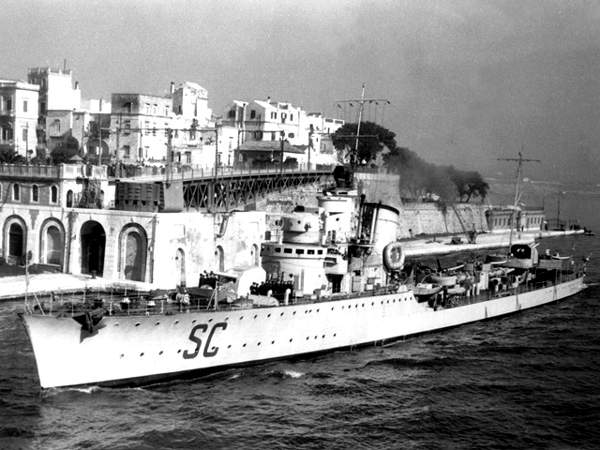
«Шірокко»
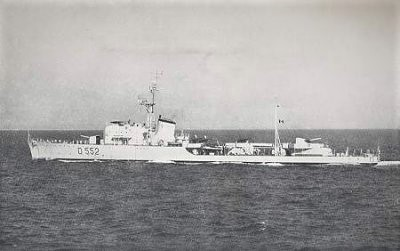
«Грекале»
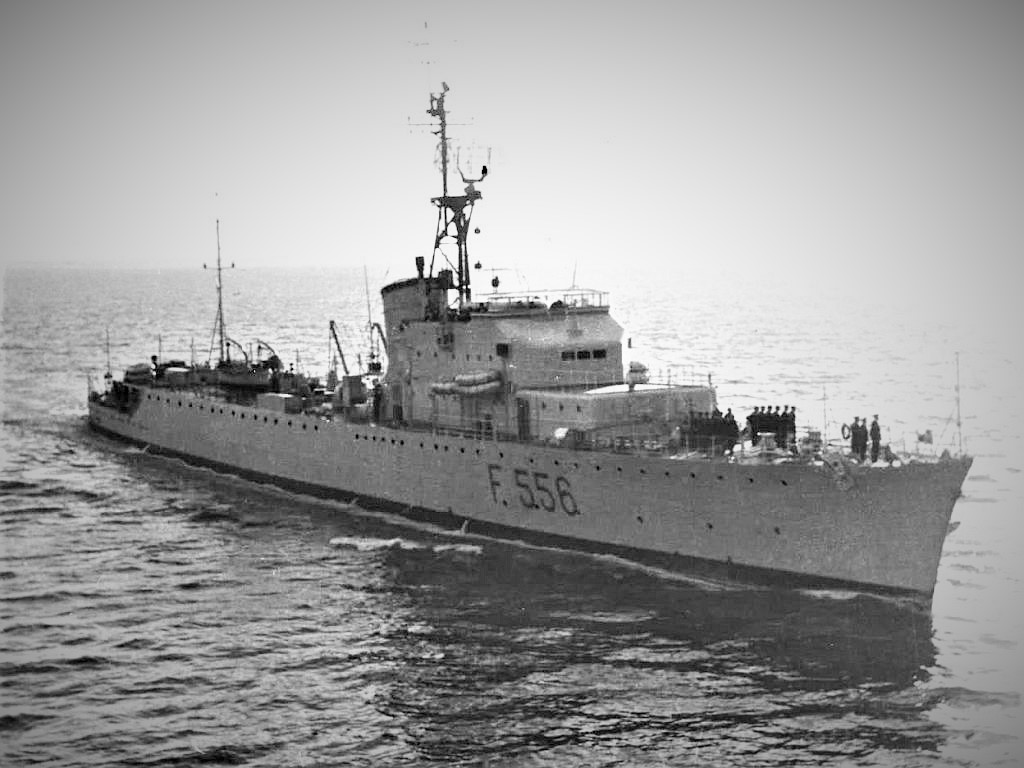
«Грекале» після війни